# Имгоф, Генрих Макс
Генрих Макс (Максимилиан) Имгоф (нем. Heinrich Max Imhof, 1795—1869) — швейцарский скульптор-неоклассицист.
Родился в Бюрглене в кантоне Ури 13 или 14 мая 1795 года (по другим данным — 14 мая 1798 года).
Начальное образование получил в школе в Бюрглене, где его успехи в рисовании приметил тамошний учитель Ксавер Тринер. В свободное время Имгоф занимался резьбой и лепкой, а также мастерил и украшал множество бытовых вещей. По рисунку своего учителя Тринера он вырезал голубя в виде символа Святого Духа. Вскоре Имгоф был принят в ученики к скульптору Францу Абарту в Кернсе. Будучи подмастерьем Абарта Имгоф сделал свою первую большую самостоятельную работу: им была выполнена резьба на портале церкви в Кернсе. У Абарта он работал с большим рвением и стремился совершенствоваться в рисовании, лепке, формовании, работе с мрамором, алебастром и другими видами камня. Но этих уроков молодому амбициозному художнику показалось мало. Он жаждал дальнейшего обучения. О юном таланте прослышал немецкий географ Иоганн Готфрид Эбель, он посмотрел работы Имгофа, после чего составил ему протекцию для поездки в Цюрих.
В 1819 году Эбель представил Имгофа проезжавшему через Цюрих прусскому наследному принцу, будущему королю Фридриху Вильгельму IV, который заказал молодому художнику свой портрет из алебастра. Портрет получился настолько удачным, что Имгоф сделал повторение для каждого из членов свиты наследного принца.
С 1820 года Имгоф жил в Штутгарте, где работал в мастерской Иоганна Генриха фон Даннекера. Осенью 1824 года он сопровождал Эбеля в поездке по Италии. Прибыв в начале октября в Рим, Имгоф встретился с Бертелем Торвальдсеном и остался работать в его мастерской.

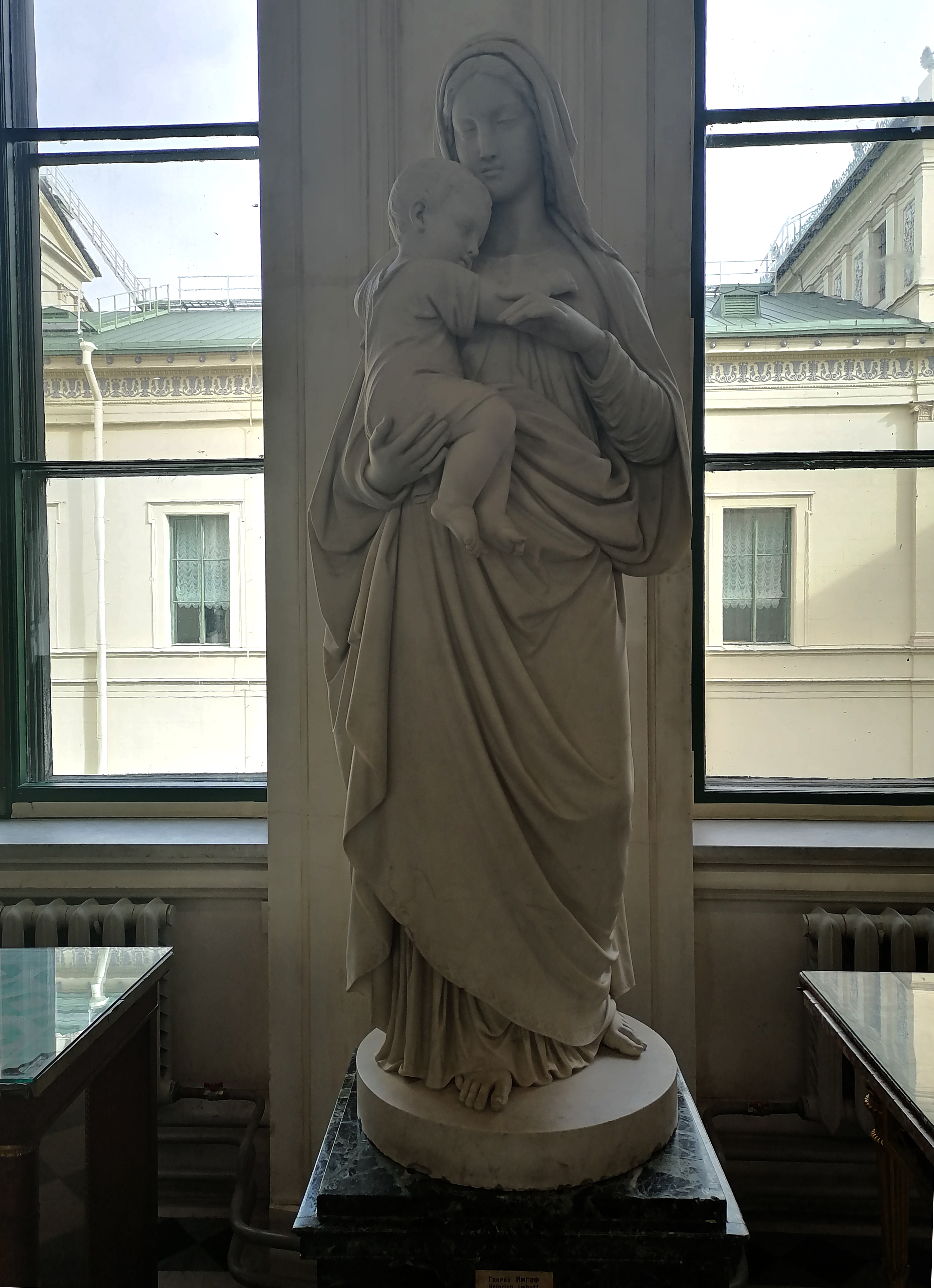
Генрих Имгоф. Мадонна с Младенцем. Эрмитаж

В 1826 году Имгоф выполнил скульптурную группу «Амур и Психея». В июне 1827 года он начал лепить статую торжествующего Давида с головой Голиафа. Это была первая большая фигура, которую он сделал. Торвальдсен был очень доволен этой скульптурой. В ноябре 1828 года в Риме был наследный принц Пруссии. Прусский посол доктор Бунзен организовал выставку немецких и швейцарских художников, на которой можно было увидеть модель торжествующего Давида. Наследный принц сразу же узнал молодого художника, сопровождавшего его в поездке по Швейцарии в 1819 году. Он очень похвалил статую и приказал сделать ее из мрамора. Эта статуя принесла Имгофу популярность, и он получил несколько заказов на портретные бюсты.
В 1830 году Имгоф получил заказ от короля Баварии Людвига I на бюсты курфюрста Максимилиана I и Иоганна Рейхлина в размер больше натурального. В декабре 1831 года он создал повторение «Амура и Психеи», а в марте он сделал модель большой и красивой фигуры Аталанты. В июне 1832 года Имгоф начал работу над бюстом своего покровителя доктора Эбельса, который был закончен в 1834 году.
В 1835 году Имгоф получил от греческого короля Оттона I предложение о занятии в Греции должности профессора скульптуры в Королевской школе искусств, руководить запланированными раскопками, реставрировать найденные скульптуры и давать уроки в академии, которую предстоит основать. Имгоф принял это предложение и в июле 1836 года приехал в Грецию. Однако там его настигло разочарование: было слишком мало искусства и денег. Он не смог даже организовать себе мастерскую. В Греции он создал статуи Сафо, Амура, играющего на лире, барельеф, изображающий бегство Иосифа и Марии в Египет, и, наконец, статую Мадонны с младенцем Христом.
Из-за расстроенного здоровья и непривычного климата Имгоф принял решение вернуться в Рим. Перед отъездом он посетил карьеры, в которых брался мрамор для классических греческих произведений искусства, а именно Пентеликон, острова Парос и Сирос.
Летом 1838 года он вернулся в Рим. Здесь он воспрял духом, и вновь окунулся в активную работу. Основные сюжеты он черпал из Ветхого Завета и античности. Сначала он создал фигуру юного пастуха Давида, а затем живой образ Ревекки с браслетом. В 1841 году он совершил художественную поездку по разным городам Италии. Вслед за этим в 1842 году он создал превосходную группу «Агарь и Измаил в пустыне». В январе 1843 года он сделал «Товия с ангелом». В 1845 году он российский император Николай I заказал Имгофу «Мать Моисея» (закончена в 1848 году и находится в Государственном Эрмитаже").
В 1846 году Имгоф съездил в Швейцарию и там женился на Генриетте Отт из Цюриха. По возвращении в Рим, он создал группу «Адам и Ева после грехопадения». Затем он сделал «Мадонну с Младенцем» для российской императрицы Александры Фёдоровны (находится в Эрмитаже), бюсты Песталоцци и цюрихского мэра Гесса, некоторые произведения мифологического и аллегорического содержания: «Амур и Меркурий» и «Амур и Геба», а также изящная фигура «Девушка из-за границы» по Шиллеру.
Для работ последующих лет Имгоф обычно брал тему из Библии. Он сваял «Мирьям», «Иаков и Рахель» и детскую группу «Христос и Иоанн». Но произведение, в котором в полной мере раскрывается высокое мастерство художника, это фигура в натуральную величину «Ева перед грехопадением» — чистейший идеал прекраснейшей женственности, далекий от всякой чувственности (эта фигура находится в Бернском обществе художников). В 1866 году Имгоф создал «Эвридику, спасающуюся от змея», и «Мальчика Иисуса, учащегося в храме». Последняя большой работой Имгофа был памятник Вильгельму Теллю.
4 мая 1869 года Имгоф скончался в Риме и 7 мая был похоронен на римском Тевтонском кладбище.